# 그들에게 국민은 없다
그들에게 국민은 없다(원제: "사람에 대한 이익: 신자유주의와 세계 질서", Profit Over People: Neoliberalism and Global Order)는 노엄 촘스키(Noam Chomsky)가 1999년에 쓴 책으로 스티븐 스토리즈 프레스(Seven Stories Press)에서 출판되었다. 신자유주의에 대한 비판이 담겨 있다.

## 개요
촘스키는 공공 영역을 제한하고 사적 권력을 지원하는 경제적, 정치적 정책으로 구성된 친기업 시스템의 교리와 발전이 본질적으로 대중의 더 넓은 요구보다 이윤 추구를 우선시하는 사회적 계층 구조로 작용한다고 주장한다. 더욱이 촘스키는 국제통화기금(IMF), 세계무역기구(WTO), 세계은행 등의 기관에서 가난한 나라에 처방하는 정책이 해로운 영향을 미친다는 점도 지적한다.

## 같이 보기
- 고전적 자유주의
- 경제발전
- 세계화
- 북미자유무역협정
- 워싱턴 합의